# Родина (1910)
Вижте пояснителната страница за други значения на Родина.
„Родина“ е български вестник, излизал в Солун в 1910 година с подзаглавие политико-информационен седмичник.

## История
Вестникът е редактиран от Данаил Крапчев и е близък до идеите на бившия Съюза на българските конституционни клубове. Излиза веднъж в седмицата. Печата се в печатницата на Коне Самарджиев. Излизат общо 18 броя. От брой 16 отговорен редактор е Т. А. Краев.
| Годишнина | Броеве | Дата                          |
| --------- | ------ | ----------------------------- |
| I         | 1 – 18 | 19 февруари 1910 – 2 юли 1910 |

Вестникът се противопоставя на асимилаторските османски стремежи на младотурския режим. Бори се за суспендиране на законите за печата, за четите и за сдруженията. Задачата му е „да защитава гарантираните от конституцията свободи и права“. Пише против съюза на младотурците на дейците на Народната федеративна партия (българска секция) около Яне Сандански. На 21 май 1910 година по повод предстоящия Неославянски конгрес в София Крапчев пише в „Родина“:
| „ | И ние славянските народи в Отоманската империя сме заплашени от същите ултра-националистически стремежи на младотурците. Ето защо и ние не можем да не съчувствуваме на неославянското движение, в което можем да намерим морална подкрепа за запазването и доразвиването на нашия майчин език, нашата национална самобитност и младата ни национална култура. | “ |